# Froðba
Froðba er en færøsk bygd med 262 indbyggere (1.januar 2025), øst for Tvøroyri, yderst på den nordlige side af indsejlingen til Trongisvágsfjørður på Suðuroy. Bygdens postnummer er FO 850.
Froðba har tre gamle býlingar: á Hamri, á Bø og undir Skorum. I undir Skorum er der en lille anlægsbro til mindre både samt en helikopterplads. Atlantic Airways har faste helikopterafganger fra Froðba hver mandag, onsdag og fredag.

## Historie
Bygden er sandsynligvis grundlagt i landnamstiden efter år 825.
Omkring år 625 blev kong Frode slået ud af kurs på hjemrejsen fra Irland til Danmark, og efter flere dages uvished får de land i sigte. Frode opfører en gård til de medbragte får og køer, og stedet får navn efter ham. En del af folkene bliver efterladt. Året efter er Frode tilbage med flere folk og får fra Danmark. 
Froðba ejede de marker i Tvøroyri, hvor monopolhandelen i 1836 blev bygget, og hvor Tvøroyri blev anlagt. 1840 opførtes en kirke i Úti á Bø, men den blev allerede i 1856 flyttet til Tvøroyri. Den gamle kirkegård ligger stadig i Úti á Bø, øst for bygden.
Under 2. verdenskrig på Færøerne anlagde engelske soldater en vej op til det 324 meter høje Froðbiarnípa, hvor de byggede en loranstation. (se resterne af den). På grund af flere angreb fra tyske bombefly, blev loranstationen aldrig færdigbygget, den blev i stedet for opført ved Skúvanes syd for Vágur.

## Turisme
Ved Froðba er det muligt at se søjleagtige basaltformationer efter en vej blev anlagt fra Tvøroyri. Fra Froðbiarnípa er der god udsigt til Stóra Dímun og Lítla Dímun. Følger man markvejen mod øst parallelt med stranden under Froðbiarnípa ses grotten "Hol í Hellu". På vejen til grotten findes et lag af kul, der blev dannet for 50 millioner år siden af en skov, der er blevet dækket af flydende lava fra senere vulkanudbrud mellem Island og Færøerne.
Ved Froðbiarnípa står klippen Báradrangur, også kalde "Munken". I området findes interessante basaltformationer, bl.a. ved kløften Kulagjógv med vifteformede stensøjler.

## Kendte personer
Den på Færøerne kendte satiriske digter Poul F. Joensen (1898 – 1970) var skolelærer i Froðba og boede fra 1920 til sin død 1970 i bygden. En mindesten blev rejst til minde om ham i juni 2007, tæt på huset hvor han boede i den gamle bydel, som kaldes "Á Hamri".

## Galleri
- Søjlebasalt i Froðba langs Froðbiarvegur
- Udsigt fra Frobiarnipa
- Hol í Hellu, en grotte øst for Froðba
- Mindesten for Poul F. Joensen